# Hoek van Holland Strand vasútállomás
Hoek van Holland Strand vasútállomás vasútállomás Hollandiában, Rotterdam városában.

## Vasútvonalak
Az állomást az alábbi vasútvonalak érintik:
- Schiedam–HoekvanHolland-vasútvonal

## Kapcsolódó állomások
A vasútállomáshoz az alábbi állomások vannak a legközelebb:
- Hoek van Holland Haven vasútállomás (Nesselande, délkelet, Ligne B)